# 스켓 댄스의 등장인물 목록
다음의 내용은 일본의 만화 및 애니메이션인 "스켓 댄스"의 등장인물 목록을 적은 것이다.
성우 순은 드라마 CD / 애니메이션 (일본판 / 국내판) 순 (한 명인 경우 동일한 경우)

## 카이메 학원

### 스켓단
사립 케이메 학원 학교생활지원부, 통칭 스켓단은 교내 고민이나 트러블을 해결하기 위해 만든 부. 하지만 의뢰인이 많지 않아 실제로는 학교 내 심부름 센터처럼 된 것이 고민이다.
영자표기 "SKET"은 "Support(지원)", "Kindness(친절)", "Encouragement(격려)", "Troubleshoot(문제 해결）"의 약자이다.
봇슨 / 후지사키 유스케 (현세원)
성우: 요시노 히로유키 / 신용우
스켓단 부장. 2-C반 소속. 주인공이지만 고글을 쓰면 집중력이 올라간다는 특기(?) 말고는 내세울 것이 없음을 걱정함.
히메코(은공주)와는 평소에 커플로 오해받을 만큼 사이가 좋은듯 하나 정작 본인들은 모른다. 쌍둥이 아우인 츠바키 사스케(구세준)와 평소에도 티격태격하는 사이다.
하나뿐인 동생을 생각하는 마음은 누구보다 깊다. 최근에는 점점 사이가 좋아지고 있는듯, 가족관계는 여동생 루미 , 엄마인 후지사키 아카네
히메코 / 오니즈카 히메 (은공주)
성우: 시라이시 료코 / 정혜원
스켓단 부단장. 2-C반 소속. 폭력적인 면이 많으나, 의외로 가정적인 면도 많다.(비바게임 배틀에서 요리실력을 뽐낸바 있다) 보슨을 마음속으로 동경하고 있는듯 하며 은인으로 생각하고있다.
스켓단에서 웬만한 의뢰를 혼자서 해결하는때가 많으며 보슨과 스위치의 제어 톱니 역할을 수행하고 있다. 과거에 오니히메(도깨비공주)라는 별명이 붙었던 만큼 싸움실력도 가히 가공할만한 수준이며
필드 하키스틱인 사이클론을 들고 전투에 참여한다. 하지만 은공주 과거편에서 새로사서 지금은 쿤풍마루를 사용하고 있다.
스위치 / 우스이 카즈요시 (서희찬)
성우: 스기타 토모카즈 / 카나다 아키(유년 시절) / 이호산 / 김율(유년 시절)
스켓단 서기. 2-C반 소속. 정보꾼, 모르는 정보가 없다, 하지만 정보수집 시간에는 조금의 딜레이가 있는듯하다. 시력이 좋으나 안경을 쓰고 말을 하기 싫어해 컴퓨터 음성 변환 프로그램으로 대화한다.
과거에 마사후미 라는 동생이 있었으나, 자신의 불찰로 동생이 죽었다고 생각하고 아우의 모습과 똑같이 하며 살고 있다. 별명도 아우의 것 그대로 이어받았다. 그 후 무슨일이 있었는지는 모르겠지만
급작스럽게 미연시와 애니메이션에 빠져들었으며 지금은 스켓단 부원들에게 오타쿠로 인식되고 있다.(사실 반 전체가 그렇게 알고있다.) 인기가 많은 잘생긴 외모의 소유자이기도 하며
히메코와 같이 보슨을 동경 또는 존경하고 있다. 별일 아닌일에도 보슨의 부탁이라면 아니 보슨의 일이라면 무슨일이든지 손을 빌려주는 착한친구이기도 하다.
호우스케
성우: 야베 마사히토
스켓단의 애완동물의 후크로우. 품종은 아프리카 큰 부엉이. :특이하게 "후루꾸"라는 울음소리를 가지고 있으며, 아가타 사아야로부터 의뢰를 받아 키우게 되었다. 스위치의 기계덕분에 처음으로 목소리가 공개되었고 가끔식 등장해 상황설명을 하는
나레이터 역할을 수행하고 있다. 맹금류답지 않게 소시지를 좋아하며 성격이 유순한 편이라 고양이보다 키우기가 쉽다. 지금은 스켓단 부실에서 스위치의 마지스틱에 앉아서 생활하는중이다.

### 학생회 집행부
우수하지만 스켓단에 지지 않는 개성을 가진 멤버들로 구성되어 있으며, 학생회장 아가타는 학생들에게 인망을 끌어모으고 있다. 스켓단과 때때로 대립(기본적으로는 봇슨과 츠바키의 경쟁)하기도 하지만 싸우면서 친해지는 관계. 참고로 학생회 집행부 전원, 봇슨과 츠바키가 쌍둥이인 것을 알고 있다.
아가타 소지로 (한태평)
성우: 세키 토모카즈 / 소정환
학생회장. 3-A반 소속. 아마도 이 만화 내에서는 최강의 브레인을 가지고 있을지도. 하지만 천성이 무척 게을러서 사실상 회장 역할을 츠바키 사스케가 하고 있다. 아가타 사아야의 오빠인데. 그것 때문에 무척 심각한 시스터 콤플렉스. 사아야가 남자를 만난다는 이야기만 들으면 분노한다. 그렇기는 하지만, 본래는 무척 사람들을 좋아하는 좋은 성격. 후에 학생회장에서 물러나고, 일본 최고 대학인 동도대학(아마도 도쿄대학을 패러디)에 수석에 만점으로 통과한다.
츠바키 사스케 (구세준)
성우: 사쿠라이 타카히로 / 시모노 히로 / 홍범기
학생회 부회장. 2-F반 소속. 무척 고지식한 성격의 소유자이자, 세이게츠 고등부 학원의 발전을 위해서 엄청 애쓰고 있다. 회장인 아가타가 무척 게으름을 피워서 사실상 업무는 자신이 하고 있다. 하지만 그래도 회장과 학생회 멤버들을 신뢰하고 있다. 쌍둥이 형인 봇슨과는 앙숙과 같은 사이지만, 그래도 봇슨처럼 유치한 면도 많이 보인다. 그리고 잘 꾸미지 못한다. 학생회 멤버들이 유일하게 츠바키를 질려하는 부분이 바로 이것이다. 중학교 때까지는 안경을 쓰고 다녔고, 무척 내성적인 아이였다. 그래서 매일 맞고 다녔지만, 과거의 봇슨이 구해준 이후로는, 강해져야겠다는 마음을 가지게 되었고, 권투나 다양한 무술을 익혀서 무척 강해졌고, 성격도 바뀌었다. 그리고 안경을 벗고 콘텍트렌즈를 끼고 다니게 되었다. 아가타가 학생회장에서 물러남으로, 학생회장이 되었다. 하지만 신 학생회 멤버 때문에 무척 골치를 썩히고 있다.
우뉴 미모링 (단미림)
성우: 에노모토 아츠코 / 타카모토 메구미 / 이지영
학생회 회계. 할아버지와 아버지가 운영하는 대그룹인 우뉴 그룹의 영애. 그래서인지는 몰라도 돈에 대한 감각이 무척 뒤떨어진다. 천만엔을 손쉽게 꺼내거나, 여학생들이 화장실이 좁다고 하니까, 남자 화장실을 축소시켜서 여자 화장실을 완전히 궁궐급으로 바꾸는 등. 천연 캐릭터 같은 면모도 많이 보인다. 집안의 분위기 때문인지 말투도 아가씨 말투. 그렇다고 해서 성격이 막장인 것은 아니다. 무척 선한 성격. 츠바키가 학생회장이 되자, 회계에서 부회장으로 직책이 변경된다. 그 이후로는 하니가 말한 말을 츠바키에게 전달해 주는 역할이 된다.
아사히나 키쿠노 (천국화)
성우: 엔도 아야 / 코바야시 유우 / 박경혜
학생회 서기. 2-G반 소속. 말하는 것이 무척 날카로운 독설가. 그래도 귀여운 인형을 좋아하는 소녀스러운 면도 있다. 인형이 망가지자 눈물을 흘리는 모습도 보일 정도. 하려고 하는 말을 영어로 줄여서 말하는 버릇이 있다. 주 무기는 손가락. 손가락으로 상대방의 눈을 찌름으로 상대방을 제압시킨다. 그런데 문제는 화가 나면 무조건 손가락으로 눈을 찌르려는 모습을 보여서 문제. 그래도 정은 무척 많은 편. 별명은 이름에서 따온 '데이지' 3학년이 되었지만 여전히 서기 자리를 유지한다.
신바 미치루 (유도엽)
성우: 토리우미 코스케 / 노지마 켄지 / 강호철
학생회 서무. 3-C반 소속. 꽃미남 캐릭터. 덕분에 주위 여학생들이 결성한 팬클럽이 있을 정도로. 츠바키를 츠바키짱으로 부르는 독특한 모습도 보인다. 요리를 무척 잘한다. 하지만 술에 무척 약해서 냄새만 맡아도 취해버리는 약점이 있다. 친구인 아가타 소지로와 무척 친하다. 은근히 나르시스트.
우사미 하니
성우: 이구치 유카
신학생회 회계. 1-B반 소속. 남자혐오증 여학생. 하지만 남자가 자신을 만지면, '바니'라는 하니와는 정반대 성격으로 여자 혐오증의 인격으로 변한다. 목소리나 몸매가 무척 에로배우 저리가라 할 정도로 변해서. 츠바키가 골머리를 앓고 있다. 바니인 상태에서 여자가 만지면 다시 하니로 돌아온다. 남자와 직접 말을 섞기 싫다는 이유로 미모리를 통해서 말을 하는 등. 여러모로 귀찮은 아이.
카토 키리
성우: 오우사카 료타
신학생회 서무. 1-D반 소속. 진짜 닌자로. 무척 카리스마 있는 외모를 가지고 있었으나, 한 비리교사로 인해 사람들을 믿지 않았다. 하지만 츠바키의 진심을 보고 츠바키를 주군으로 모시게 된다.

### 포켓단
학생이 거느리는 학원 생활상의 고민이나 트러블을 하청받아, 자신등의 특기에 의해서 해결해 나가는 것을 목적으로 해 결성된 동아리동이며, 택트, 실크, 스마일의 1학년 3명으로부터 완성된다.
정식 명칭은 「학원 생활 응원부」이며, 영자표기 "POCKET"는 "Potentical(재능이 있어)", "Outstanding(뛰어나고 있어)", "Clever(영리해서)", "Keen(두뇌가 명석해)", "Efficient(유능한)", "Team(집단)", 혹은,"Perverse(뒤틀리고 있어)" "Offensive(적에 방해되어)" "Cheeky(건방지고)" "Knavish(간사해서)" "Egoistic(멋대로인)" "Team(집단)"의 약자이다.
택트 / 야기 타쿠토
포켓단 단원. 1학년.
본 것을 모두 사진과 같이 영상으로서 기억할 수 있는 「영상 기억」이라고 하는 능력의 소유자로, 그 「두뇌의 업」을 가지고 의뢰를 둘러싸는 상황을 재빠르게 분석해, 실크나 스마일에 지시를 내리는 등, 3명 중에서는 리더적 역할을 담당하고 있다. 하지만 그 정체는 카이메이 학원 방송부인 야기 카오루의 친남동생. 누나에게는 무척 상냥한 모습인 남동생이지만, 스켓단을 깔보고 있다는 것을 누나에게 들켜서 무척 혼난다. 그 이후에는 스켓단을 함부로 건들지 않는다.
실크 / 아즈마 키누에
포켓단 단원. 1학년.
놀라운 솜씨의 마술사이며, 「손의 기술」을 가지고 의뢰의 해결에 활약한다. 후쿠오카 출신으로, 열심인 하카타 변을 말한다.
스마일 / 사카스 히데사토
포켓단 단원. 1학년.
세계 제일의 곡예사를 목표로 하고 있어 곡예적인 「몸의 예」를 가지고 의뢰의 해결에 활약한다. 판토마임의 연습을 위해서 자신의 입으로 말하는 것을 하지 않는다.

### 주변인물
스켓단과 관계 깊은 학생들. 특히 타카하시 치아키는 히메코의 과거와도 크게 관련된 인물이다.
키비츠 모모카 (모나리)
성우: 이노우에 마리나 / 김율
일본 제일 공업 고등학교의 여자 두목. 허나 외모나 목소리가 무척 귀여운 편. 원래는 그런 것을 엄청 부끄러워했지만, 유치원에서 보여준 인형극을 통해서 성우를 도전. 결국은 성우로 사회진출. 그러나 파파라치로 인해 자신이 전에 여자깡패였음이 들키게 되자, 성우를 그만두게 된다. 하지만. 그 과거를 밝히는 용기에 감동한 드라마 감독에 의해 배우가 된다. 그리고, 한 무대의 여주인공을 맡게 되었는데, 그걸 뮤지컬 식으로 해석. 그걸 놀랍게 본 감독을 통해서 이번에는 아이돌 가수로 데뷔한다. 그래서 지금은 무척 그녀의 팬이 많아졌다. 스위치를 진심으로 이성으로 느끼는 듯. 요즘은 드라마및 공연 스케줄로 스켓단과 있는 시간이 점차 줄어들고 있으며, 파파라치와 열성팬이 점차 늘고있어 히메코도 놀라는 눈치다.
타카하시 치아키 (인태희)
성우: 쿠사노 아이리 / 사토 사토미 / 김영은
2-B반. 소프트볼부 캡틴(주장). 운동을 무척 좋아하며, 귀여운 외모로 인기도 많다. 죠가사키 미츠루가 그녀를 짝사랑하고 있다. 부모가 안 계시는 소녀가장. 유일한 가족은 남동생인데, 남동생이 히메코가 좋아하는 페로리팝 캔디를 좋아한다. 초반에는 그나마 스켓 댄스 내 정상 캐릭터라고 생각했지만, 이외로 무척 식성이 좋은 식신 컨셉이 붙게 되었다. 남들이 먹는 것의 수배는 거뜬히 먹을 수 있을 정도다. 하지만 삶은 달걀은 못 먹는다. 1학년 때까지 방황하던 히메코를 잡아주던 한 명이기도 하다.(또 다른 한 사람은 보슨.) 친구를 무척 소중히 여기는 대인배. 수수께끼의 스포츠인 제네시스도 처음에는 무척 어색해 했지만, 결국 눈을 뜨고, 제네시스 월드 그랑프리의 우승의 주역이 되고 무려 MVP가 된다.
타케미츠 신조우 (백관우)
성우: 코니시 카즈유키 / 미야케 켄타 / 김국진 / 김새해(유년 시절)
2-A반. 검도부 주장. 프리스케를 무척 좋아한다. 무사의 길을 추구한다고는 말은 하지만, 사실 하는 짓을 보면 현대인이라고 본다. 스마트폰을 사용한다거나...! 인터넷 채팅을 하거나, 다이어트 비디오를 보거나... 동생 또한 검도를 하지만, 형처럼 그렇지는 않다. 특징을 꼽자면 검도 시작전에 프리스케를 한알 섭취하면 평소보다 더 강한 힘을 낼수 있다. 하지만 부작용으로 프리스케 효과가 모두 끝나면 얼굴이 벙떠지면서 기절하게 된다. 한마디로 프리스케는 각성제나 다름없다. 비바게임 배틀에서 츠바키와 싸우는 도중 자신의 허약함을 깨닫고 프리스케효과를 이겨내고 자신의 힘으로 우승했으나, 결국 기절만은 막지 못해 참으로 안타까운 캐릭터, 아버지인 타케미츠 훈조우를 존경하고 있다.
야바사와 모에 (맹소심)
성우: 나바타메 히토미 / 토요구치 메구미 / 김율
2-C반. 무진장 뚱뚱한 여학생이지만, 이외로 목소리는 미성. '야바스'(한국판은 '클났어')가 말버릇. 이외로 치어리딩부. 애완동물로 원숭이인 예띠를 키우고 있다. 미성의 비결은 아마도 성우 덕분일지도. 3자 입이 매력포인트로 찝어지고 있다. 스켓단에게 도움을 받고있는 단골중에 하나, 하지만 그 의뢰중 대부분은 예띠를 찾아달라는 것. 외에는 그렇게 특별한것은 없는 듯하다.
유키 레이코 (여우령)
성우: 코바야시 유우 / 오리카사 후미코 / 이소은
2-A반. 오컬트부 부원. 무척 공포스러운 외모와는 다르게, 화장하고 꾸며주면 무척 미소녀. 스위치와는 사이가 안 좋은데. 과학을 맹신하는 스위치와 과학을 부정하는 레이코이기에 다툼이 있을 수밖에. 하지만 그렇게 싸우는데도 항상 곤란한 일이 있을 때는 스위치를 찾아오는 걸 보면. 스위치가 아주 싫지는 않은 듯. 공포영화인 착신나리를 보고난후 지금은 모모카의 팬이 되어있으며, 스켓단의 부실로 출입할때는 문이아닌 창문으로 링 사다코처럼 입장하는게 특징이다. J손 선생님(손 준이치)과 함께 본의아니게
공포캐릭을 맡게 돼버렸다.
사오토메 로망 (나예슬)
성우: 시미즈 아이 / 카야노 아이 / 김새해
소녀만화부 부장으로. 소녀만화를 무척 좋아하는 여고생. 하지만 그에 비해 만화 그리는 실력은 무척 절망적. 소녀만화 같은 망상을 무척 잘한다. 애니메이션에서는 은근히 나레이션 컨셉이 추가되었다.
보슨을 왕자라 부르며 항상 따르고 좋아하고 만화그리는 실력은 아다더라도 지식만큼은 전문가 수준이다. 현재 잡지에 단편만화를 연재중이며 소녀만화부 단원들에게는 의지되는 든든한 부장이기도 하다.
다테 키요시 (단테, 우진표)
성우: 콘도 타카시 / GACKT / 박성태
2-E반. 비주얼 계열 음악을 무척 좋아하며, 말을 무척 돌려서 잘 지어내서 보통 사람들은 이해불가. 하지만 이외로 연애를 동경하는 순정파. 한 번은 좋아하는 여학생이 자리를 착각해서 깨지고, 한 번은 표현을 잘못해서 오해를 받아서 봇슨이 피해를 입는 것을 보고 겁에 질려서 깨진다. 한 번은 잠결에 들은 엔카 때문에 완벽한 엔카 가수로 빙의가 된 적도 있었다. 결국 보슨의 조치에 의해 고쳐지기는 하지만. 특징을 꼽자면 수면학습이 뛰어남
세가와 후미 (문세미)
성우: 야마모토 아즈미 / 여윤미
만화 연구부 소속. 부장인 로망보다도 그림 실력은 무척 뛰어나다. 그래서 로망이 경계하고 있는 중....!, 그럼에도 로망을 잘 따르는 착한 부원 친구인 코마를 스켓단에 소개시켜준 장본인이기도 하다.
모리시타 코마
성우: 노토 마미코
만화 연구회의 후미의 친구. 통칭 코마짱. 키도 무척 크다. 심각한 부끄럼쟁이. 괴력의 소유자로. 부끄러움이 극에 달하면 일명 '코마포'라는 장풍을 날린다. 그 피해자는 거의 대부분이 봇슨.
다이몬 아키토시 (문명지)
성우: 히노 사토시 / 박성태
퀴즈 연구회 부장. 별칭은 '에니그만(이니그맨)'. 하지만 사실, 가면을 벗어도 엄청난 꽃미남. 사실. 에니그만 때는 무척 당당하고 뻔뻔한 성격이지만, 사실, 가면을 벗으면 무척이나 걱정많고, 부끄럼쟁이. 이게 본성이다. 그리고 퀴즈 연구회 부원인 퀘쫑을 짝사랑하고 있다. 하지만 순종적인 퀘쫑은 가면을 벗으면 무척 차가운 성격이어서 애를 먹고 있다. 그리고 피해망상증이 무척 심하다.
아가타 사아야
성우: 하나자와 카나
아가타 소지로의 여동생. 말 그대로 츤데레에, 천연에, 거유에, 트윈 테일에, 니삭스 . 보슨을 좋아하고 있는 듯. 결국에는 고백하지만, 보슨이 무척 시큰둥한 반응을 보이자, 깨끗이 포기한다.
그럼에도 스켓단 부실에는 자주 드나들며 팬들 사이에서는 제4의 스켓단 부원이라고 소문이 나있다. 기본적으로 완강하고 고집센 성격을 가지고 있지만 보통 여자애들과는 평소같이 대화하는듯
애완 부엉이인 호우스케에게 항상 밥을 챙겨주는 이른바 배식담당, 오빠인 아가타 소지로를 상당히 귀찮아 하고있는듯 하지만, 역시 의지하고 있는 착한 여동생

### 의뢰인
스기하라 텟페이 (이온유)
성우: 호시 소이치로 / 사카구치 다이스케 / 강호철
2-C반. 전학생으로 1회 의뢰인. 농구부에 활약중. 비중은 조금 없는 편.
죠가사키 미츠루 (장덕대)
성우: 이토 켄타로 / 카네미츠 노부아키 / 시영준
스켓단과 같은 학년인 불량학생. 타카하시 치아키를 좋아하고 있다. 다른 학생들이 자신의 이름을 제대로 못 외우고 있어서 난감해하고 있다.
시마다 타카코 (박슬기)
성우: 히라타 마나 / 나카츠카사 유우카 / 김현지
신문부 소속. 스켓단과는 소각로의 유령의 자작극을 통해서 알려졌는데, 사실 성격은 나쁜 아이는 아니다. 아버지도 신문사에서 일하고 있다. 레이코와는 친한 사이인듯.
오타쿠라 타쿠오 (오덕후)
성우: 소노베 요시노리 / 도우자카 코조 / 김정은
만화 연구부 부장. 이름이나 외모에서도 느껴지겠지만, 천연 오타쿠. 그래서 스위치와는 죽이 무척 맞는다. 스위치가 구하기 어려운 피규어라든가 애니 상품을 구해다 주면, 그 답례로 정보도 주기도 한다. 그도 모모카의 팬이어서 모모카의 콘서트에는 항상 스위치와 가곤 한다.
테츠 (철호)
성우: 이나다 테츠 / 야마구치 마유미(유년 시절) / 시영준 / 선호제(유년 시절)
체격은 좋지만 협박에 의외로 약한 남자. 어렸을 때 헤어진 소꿉친구 미사키의 마음을 알아보기 위해 스켓단에 대역작전을 상담한다. 그래서 자신을 대신해서 나간 보슨과 미사키를 보면서 미사키가 아직 완전히 건강해지지 않았음을 알고 깜짝 놀란다. 그리고, 어렸을 때 분홍색으로 학을 천마리를 접겠다고 미사키와 약속했는데, 정말로 그렇게 했을 정도로 순정남이다. 하지만 미사키의 상태를 알고 분노하지만, 미사키의 본심을 알게 된다. 미사키는 사실. 자신에게 메일을 보낸 것이 테츠라는 것을 처음부터 알고 있었다는 것을. 그 증거로 미사키가 들고온 쇼핑백 안에는 테츠의 몸에 딱 맞는 스웨터가 들어있었다. 그 답례를 못해주는 테츠를 위해 스켓단은 학을 접었던 분홍색 학종이를 미사키가 타고 있는 전철 앞에 뿌린다. 마치 벚꽃처럼... 날아가는 학종이를 보고 미사키는 용기를 낸다. 그리고 테츠는 결국 미사키가 수술한다는 미국으로 날아가는 대범성을 보인다.
키타오오지 마사야 (연극부장)
성우: 카나야 히데유키 / 박만영
연극부장. 스켓단에게 야바사와가 부탁하여서 유치원생들에게 연극을 보여달라고 부탁하는데, 너무 완벽한 준비를 하는 것에 깜짝 놀라서 스켓단이 애써 마련한 연극소품들을 모두 망가뜨리는 최악의 짓을 저지른다. 사실. 마사야는 학생회 집행부에도 이를 부탁했는데, 학생회 집행부는 스켓단도 이 일을 하고 있다는 사실을 알고, 이를 받아들인다. 하지만 그런 막장짓을 저질렀다는 것을 학생회 집행부에게 알리는데 그런 비겁한 행위를 용서할 수 없었던 츠바키의 주먹을 맞고 쓰러진다.
쿠라모토 아유미 (임아영)
성우: 아이자와 마이 / 이소은
2-E반. 야기와 단테의 친구. 가끔씩, 단테의 말을 해석해주는 역할도 하고 있다. 이외로 전교 2등이라는 놀라운 두뇌의 소유자. 애니판에서는 무척 신체노출이 심하게 되는 모습을 자주 보인다. 목욕신이나, 사우나신이나...
야기 카오루 (양인)
성우: 나츠카 카오리 / 이지영
방송부. 엄청 쿨한 성격에 웃는 표정을 보기가 어렵다. 하지만 성격은 무척 상냥하다. 위의 포켓단의 타쿠토의 친누나.
우치다 타카아키 (강가람)
성우: 타치바나 신노스케 / 최지훈
2-C반. 친구에게 인기가 없다는 것 때문에 스켓단에게 의뢰하러 온 바 있었다. 하지만 사실은 친구들에게 상냥한 성격으로 이미 인정받고 있었다.
이토 쿠미 (윤보미)
성우: 사이토 유카 / 김영은
2-C반. 흑발의 롱 헤어가 특징의 언동이 어른스러워지고 있는 여자 학생. 애니판에서는 비중이 조금 늘어난 편.
쿠사베 나오유키
성우: 나라 토오루 / 이주창
학내의 악덕 그룹 거미회의 리더.
타케미츠 신페이 (백관수)
성우: 스즈키 타츠히사 / 박성태 / 김영은(유년 시절)
1-D반. 타케미츠 신조의 동생. 상당한 불량학생인줄 알았는데, 사실은 형인 신조를 무척이나 존경하고 있었다. 가끔씩 형인 신조와 대련도 하는 모양.
이가라시 세이지
성우: 마나카 케이고 / 아사누마 신타로
전 스켓 봄버즈의 멤버로 닉네임은 세이지.
스기사키 아야노 (신혜인)
성우: 누마쿠라 마나미 / 김영은
전국적으로 유명한 여고생 바이올린니스트. 카이메이 록 페스티벌 전에 자신이 독일로 유학을 가게 되었다는 이야기를 듣고 갈까말까 주저한다. 그러던 중, 기타 연습중인 보슨을 만나고, 보슨에게 기타를 가르쳐준다. 그리고 자신의 고민을 보슨에게 털어놓는데, 보슨의 충고를 받아들이고 마음을 정하고, 독일로 유학을 떠난다.
퀘쫑
성우: 키타무라 에리 / 방현지
퀴즈 연구부 소속의 여자 학생. 가면을 썼을때는 충성심이 많고 애교가 많은 여학생이지만, 가면을 벗으면 완전히 차가운 된장녀가 된다.
야스다 사오리 (안다래)
성우: 미야케 마리에 / 김나영
방송부 소속. 유리창을 깨뜨리는 짓을 하는 이른바 '유리남자'를 스켓단이 잡는 과정을 촬영하기 위해, 스켓단과 함께 유리남자를 찾아나서는데. 사실은 과거의 사키코가 자신의 러브레터를 없애고 사키코 자신의 러브레터를 넣었다는 것에 원한을 가져서 사키코에게 유리남자의 누명을 씌우려고 했다. 즉. '유리 남자 사건'의 진범.
타카시마 사키코 (신은비)
성우: 츠다 미와 / 방현지
2-F반. 야구부의 매니저. 사오리가 시킨 짓인줄도 모르고 일부러 유리를 깨는 짓을 저질렀었다. 하지만 그것이 사오리의 원한이 원인이라는 것을 몰랐다. 중학교 때는 무척 뚱뚱한 몸을 가지고 있었다. 그래서 러브레터를 건냈던 남학생에게 좋게 보이기 위해 열심히 운동을 해서 살을 뺐고, 지금의 귀여운 모습이 되었다.
카키우치 진 (남진상)
성우: 미야시타 에이지 / 오키츠 카즈유키 / 한신
1-C반. 불량배에 얽혀서 폭행을 당하는 것을 히메코가 구해주는데, 그런 그녀에게 한 눈에 반한 남학생. 이상형이 점쟁이가 정해줬다는데, 바로 노란색 머리에, 파란색과 관련된 것을 가지고 있다는 것. 그래서 질리게 히메코를 쫓아다니지만, 히메코는 이를 무척 귀찮아한다. 그래서 가짜 데이트 작전까지 쓰지만, 연애에 무척 무지한 보슨 때문에 무척 히메코가 애먹는다. 그래서 히메코와 보슨 사이를 의심하다가, 스위치를 통해 답을 얻는다. 그래서 그녀를 쫓아다니는 것을 그만두지만, 히메코를 향한 마음은 그만두지 않는다.
아키나 (마유리)
성우: 코토부키 미나코 / 박리나
2-B반. 캡틴의 친구. 아키나가 실수로 젓가락을 떨어뜨렸는데, 그걸 캡틴이 주워준 것을 계기로 친구가 되었다. 그리고 나서는 점심식사 후 드롭 캔디를 하나씩 나눠먹으면서 지냈는데, 어느 날, 미사토에게 캡틴이 드롭 캔디를 주는 것을 보고 오해를 하게 되는데, 사실 아키나는 미사토를 좋아하고 있었는데, 이 사실을 알 턱 없었던 캡틴이 드롭 캔디를 주는 것을 보고 캡틴도 미사토를 좋아했다고 오해하고, 우리 둘만 먹는 것인데 왜 남에게 주었느냐면서 화를 내면서 드롭 캔디통을 창밖으로 던져버린다. 그 이후에는 캡틴과 사이가 소원해져서 말도 안하게 되었는데, 전학을 가게 되었다. 다행히도 스켓단과 함께 그 던진 드롭 캔디통을 찾은 캡틴과 극적으로 화해하게 되고, 오해도 풀게 된다.
미사토 (정태하)
성우: 오노 유우키 / 권성혁
2-B반. 아키나가 좋아하던 남학생. 아키나가 자신을 좋아하는 줄 모르고 있다. 캡틴이 준 드롭 캔디 때문에 아키나와 캡틴의 사이를 소원하게 만든 원흉. 그 사실을 알고, 반성한다. 그리고 캡틴에게 아키나가 전학간다는 것을 알려준다. 원작에서는 그게 등장이 전부였지만, 애니메이션에서는 72화에 스켓단의 의뢰인으로 다시 출연한다.
데카타 쵸타로
형사부원. 애니메이션판에서는 등장하지 않았다.
호리 카나코
성우: 카노 유이
배구부. 무척 깐깐한 성격이기는 하지만, 사아야를 많이 도와주고 있다.
마가타 미치노리
남자 만화 연구부.
모리노 데루아키
미술부.
나카타니
2-A반.

### 교사
츄우마 테츠지 (추납풍)
성우: 나카타 하야토 / 나카타 죠지 / 최지훈
2-C반 담임. 담당과목은 화학. 동시에 스켓단 고문. 무척 위험한 실험을 잘하는데, 그래서 나온 결과물은 무척 위험하기 그지 없다. 은근히 귀차니즘 환자. 알고 봤더니 이혼남이었고, 외동딸인 스즈와 함께 살고 있다. 사실. 레미를 무척 마음에 두고 있었고, 결국 재혼에 성공한다.
미소라 레미 (도레미)
성우: 탄게 사쿠라 / 김현지
2-C반 부담임이자, 신입 일본사 교사. 말실수도 엄청 잦고, 심각한 덜렁이다. 하지만 성격은 무척 선한 편. 그 전에는 '엄마와 함께'라는 어린이 프로그램의 진행자(한국으로 따지면 뽀미 언니)였다. 그리고 수업을 마치 아이들이 읽는 동화처럼 하기 때문에 무척 지루하지는 않은 편. 츄우마 테츠지를 무척 마음에 두고 있었지만, 말을 못하고 있다가 결국에는 츄우마 카츠지의 딸인 츄우마 스즈 덕분에 무척 가까워졌고. 결혼에 성공한다.
이사장
카이메 학원의 이사장.
카라마츠 켄자부로 (강원삼)
성우: 오가타 켄이치 / 손종환
카이메 학원의 교장. 손자를 무척 사랑하는 자상한 할아버지인데, 그 정도가 무척 지나칠 정도. 교사조회 시간이나, 학생회를 따로 불러내서 그 이야기만 여러번 할 정도. 그리고 락 음악을 무척 좋아하는데, 그래서 카이메이 록 페스티벌을 개최한다. 일러트닉 기타 연주가 특기다.
야마노베 쿠니오 (오변방)
성우: 콘노 쥰 / 히야마 노부유키 / 박성태
지리 교사. 정말 말도 안되는 스포츠인 제네시스와 휴페리온을 퍼뜨리려고 하고, 망작 게임(황텐도 제작)을 무척 좋아하는 문제 선생님. 자신을 가르쳐 준 황사부를 존경하고 있다.
숀 쥰이치 (장삼동)
성우: 코스기 쥬로타 / 박만영
2-B반 담임의 공예 교사. 13일의 금요일에 나오는 살인마 제이슨과 닮았다는 이유로 별명이 'J손 선생님'이다. 하지만 성격은 무척 온순한 편이지만, 특유의 외모 때문에 항상 맞선에 실패한다. 이름의 한자 대열을 보면 중국계 아님 한국계로 보인다.
카네기 (성질)
성우: 사카구치 코이치 / 홍범기
영어 교사. 소프트볼부 고문. 말을 할 때는 꼭 영어단어 하나는 달고 한다. 초반에는 스켓단을 무척 달갑지 않게 보지만, 점점 그런 면은 사라지고 있다. 그나마 정상인이 적은 이 스켓 댄스 캐릭터 중에는 유일한(?) 정상인. 그리고 무척 개념인이다. 요시무라 선생과 쿠츠와 선생을 조치한 것도 그였다. 아마도 학생지도부 교사도 겸하고 있는 것으로 보임.
이토
2-D반 담임.
요시무라 (이기열)
성우: 카와시마 토쿠요시 / 선호제
2-E 담임의 일본사 교사. 방송부 고문이었으나, 그릇된 행동으로 지금은 교사직에서 제명. 그 대신 들어온 것이 미소라 레미.
케즈카
만화 연구부 고문.
쿠츠와 다이지로는 애니메이션으로 나오기에 부적절하므로 다른 장면 및 내용으로 갈음되었다.

## 주요 인물의 가족
후지사키 아카네 (현은옥)
성우: 와타나베 아케노 / 박경혜
후지사키 유스케(봇슨)의 의붓 엄마. 직업은 의류 디자이너. 사실은 보슨과 츠바키의 친부모님과는 소꿉친구 사이였다.
후지사키 루미 (현루미)
성우: 카시와기 유키(AKB48) / 박리나
후지사키 유스케(봇슨)의 의붓 동생이며, 아카네의 친딸.
키리시마 료스케 (강준수)
성우: 요시노 히로유키 / 최승훈
후지사키 유스케(봇슨)와 츠바키의 친아버지. 봇슨을 빼닮은 용모와 성격을 하고 있다.
키리시마 하루 (하원이)
성우: 아사노 마스미 / 이현진
료스케의 아내이며, 후지사키 유스케(봇슨)와 츠바키의 친엄마.
츠바키 의사 (구진철 원장)
성우: 야나카 히로시 / 한신
츠바키의 의붓 아버지이며, 「동백 의원」의 원장.
츠바키 의사의 아내 (명지혜)
성우: 이시카와 시즈카 / 이소은
츠바키의 의붓 엄마이며 전 간호사.
히메코의 어머니
성우: 히사카와 아야
전형적인 칸사이 사람. 오니즈카 히메(히메코)와 시댁 식구들로부터 「전설의 귀신신부」이라고 불리고 있다.
히메코의 아버지
성우: 유사 코지
전형적인 칸사이 사람. 전형적인 평범한 아빠다. 엄마와는 다르게 무척 자상한 성격인듯.
우스이 마사후미 (서의찬)
성우: 카키하라 테츠야 / 미즈하라 카오루(유년 시절) / 최승훈 / 박리나(유년 시절)
우스이 카즈요시(스위치)의 남동생. 어이없게도 칼에 찔려서 즉사.
츄우마 스즈
성우: 오구라 유이
츄우마 테츠지의 외동딸. 아빠를 걱정하는 착한 딸이나, 아빠보다는 어른스러운 숙녀.
우뉴 린타로
우뉴의 아버지이며, 우뉴 그룹의 사장.

## 은혼 등장인물
- 26화 콜라보레이션편에 은혼 인물들이 등장한다.

사카타 긴토키
성우: 스기타 토모카즈 / 구자형
시무라 신파치
성우: 사카구치 다이스케 / 홍범기
카구라
성우: 쿠기미야 리에 / 김현심